# KN-24
Le KN-24, (Hwasongpho-11Na ou Hwasong-11 amélioré), est un missile balistique tactique nord-coréen à un étage à combustible solide.

## Conception
Le KN-24 présente une ressemblance extérieure avec l'ATACMS américain MGM-140 et remplit probablement un rôle similaire de soutien aux opérations sur le champ de bataille. Une différence est que ses ailerons aérodynamiques montés à l'arrière sont fixes plutôt que variables comme ceux de l'ATACMS. Il vole selon une "trajectoire balistique variable", s'aplatissant à une altitude inférieure (en dessous d'environ 50 kilomètres d'altitude soit 160 000 pieds) tout comme les SRBM traditionnels comme le Scud, où l'atmosphère est suffisamment dense pour que les ailerons du missile puissent maintenir un contrôle aérodynamique sur l'ensemble de sa trajectoire. L'utilisation de la centrale inertielle mise à jour avec les données de guidage par satellite pourrait le rendre précis à 100 mètres près, ou à 200 mètres en utilisant seulement la centrale inertielle. Bien que le missile soit extérieurement similaire à l'ATACMS, il démontre une plus grande portée, ce qui suggère que ses dimensions physiques sont plus grandes: il semble partager un booster commun avec le KN-23 et devrait transporter une charge utile de 400 à 500 kg. Le KN-24 est susceptible de remplacer les anciens SRBM nord-coréens à combustible liquide comme le Hwasong-5 et le Hwasong-6, car sa trajectoire non parabolique le rend plus résistant aux systèmes de défense antimissile et sa précision accrue réduit le nombre de missiles qui pourraient être nécessaire pour détruire une seule cible,,.
Malgré ses similitudes avec le système ATACMS, le KN-24 est nettement plus grand et utilise probablement le même moteur que le Pukkuksong-1 avec des aubes à réaction similaires, et ressemble globalement à une version à un seul étage de celui-ci. Le conteneur de lancement a une largeur d'environ 1,26 mètre et un diamètre de 0,78 mètre, similaire au tracteur-érecteur-lanceur à chenilles du Pukkuksong-2. Un certain nombre d'images du système semblent avoir été manipulées, en augmentant notamment considérablement la taille du lanceur.
Le missile remplissant un rôle similaire à celui du KN-23, il n’aurait pas dû être nécessaire de développer un autre missile dont les performances se chevauchent. Cependant, selon une analyse des reportages de l'Agence centrale de presse coréenne, malgré les différences entre le KN-23 et le 9K720 Iskander, le KN-23 est susceptible d'être construit avec une aide ou des pièces étrangères. Alors que tous les reportages sur le KN-23 se concentrent principalement sur le déploiement, la "démonstration de puissance" et sa nouveauté, les reportages sur le KN-24 se concentrent plutôt sur la "recherche" et le "développement" lors de son premier lancement.
Lors de l'exposition militaire "Autodéfense 2021", un KN-24 de couleur beige est présenté. Son nom officiel est alors révélé comme étant "Hwasongpho-11Na".

## Historique
Le premier tir d'essai du KN-24 a lieu le 10 août 2019 près de la ville côtière orientale de Hamhŭng, les deux missiles atteignent un apogée de 48 kilomètres et une portée de 400 kilomètres à une vitesse de 2,1 km/s (soit 7 600 km/h).
Six jours plus tard, le 16 août 2019, deux autres missiles sont lancés depuis Tongchon (en) avec un apogée de 30 kilomètres et une portée de 230 kilomètres, avec une trajectoire déprimée.
Le 21 mars 2020, deux autres KN-24 sont tirés depuis Sonchon (en), avec un apogée de 50 kilomètres et une portée de 410 kilomètres, en effectuant des "manœuvres de traction" en vol, l'un d'entre eux aurait heurté une petite île de 100 mètres de long,.
Le 17 janvier 2022, deux KN-24 sont tirés depuis l'aéroport de Sunan situé à Pyongyang. Les missiles parcourent 380 kilomètres et atteignent un apogée de 42 kilomètres avec une vitesse maximale de Mach 5. Le tir d'essai est effectué pour vérifier l'état de préparation opérationnelle et pour valider la qualité de fabrication des KN-24 produits en série.